# Afro-Iraniërs

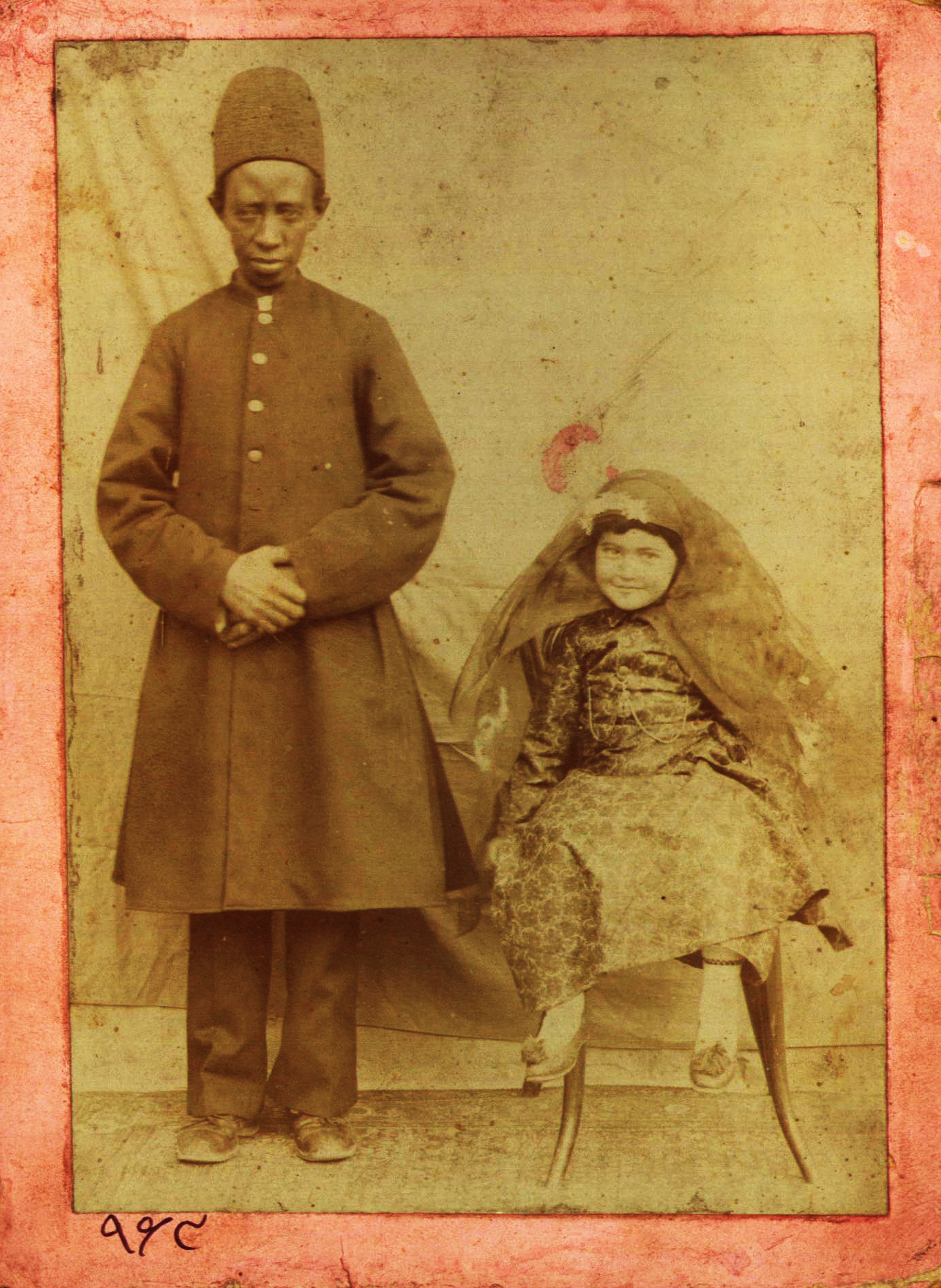
Een jonge aristocraat poseert naast haar persoonlijke Afrikaanse eunuch.

Afro-Iraniërs (Perzisch: ایرانیان آفریقایی‌تبار) zijn in Iran wonende afstammelingen van de Afrikaanse Zanj, ofwel de tot slaaf gemaakten die in de 9e eeuw in het zuiden van het huidige Irak op de zoutpannen werkten. Doorgaans wonen ze in de kustprovincies langs de Perzische Golf, zoals Hormozgan, Sistan en Beloetsjistan, Bushehr en Khuzestan. De meeste Afro-Iraniërs wonen in Lashar, een stad in de provincie Sistan en Beloetsjistan. Ze spreken Perzisch, een minderheid Beloetsji.

## Geschiedenis
De slavenhandel in de Indische Oceaan begon in de 6e eeuw voor Christus. Om aan de vraag naar ondergeschikte arbeidskrachten te voldoen, werden door Arabische slavenhandelaren zwarte tot slaaf gemaakten in grote aantallen verkocht aan onder meer de Perzische Golf. Anderen kwamen er door de eeuwen naartoe als immigrant of kwamen er terecht door Portugese slavenhandelaren, die Zuid-Iran hadden veroverd.
Tijdens de Kadjaren-dynastie importeerden veel rijke huishoudens zwarte Afrikaanse vrouwen en kinderen om deze vervolgens als slaaf huishoudelijk werk te laten verrichten. Deze slavenarbeid was grotendeels afkomstig van de Zanj, die Bantoe-sprekende volkeren waren die oorspronkelijk langs de kust van Oost-Afrika leefden, in een gebied dat ruwweg het huidige Tanzania, Mozambique en Malawi omvat.
Onder Britse druk vaardigde Mohammad Sjah Kadjar in 1848 een firman (فرمان; decreet) uit om de slavenhandel de kop in te drukken. Aan het begin van de 20e eeuw werden er echter nog steeds slaven gehouden. Tijdens het Kadjaren-tijdperk ging het vaak om eunuchen.

## 19e en 20e eeuw

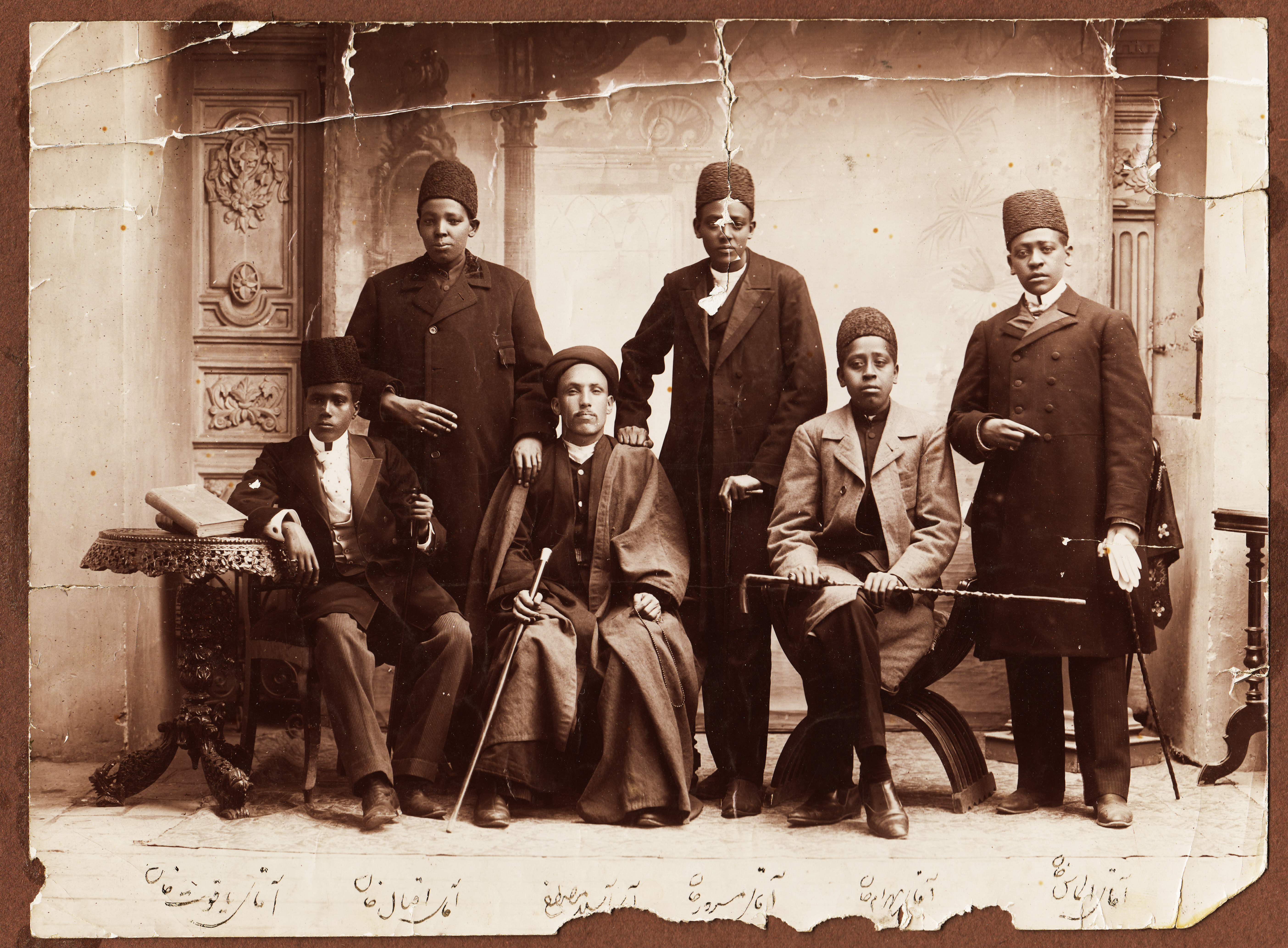
Afrikaanse tot slaaf gemaakten in Iran. Hun kleding suggereert dat ze toebehoorden aan de koning of hooggeplaatste leden van zijn hofhouding. Circa 1880.
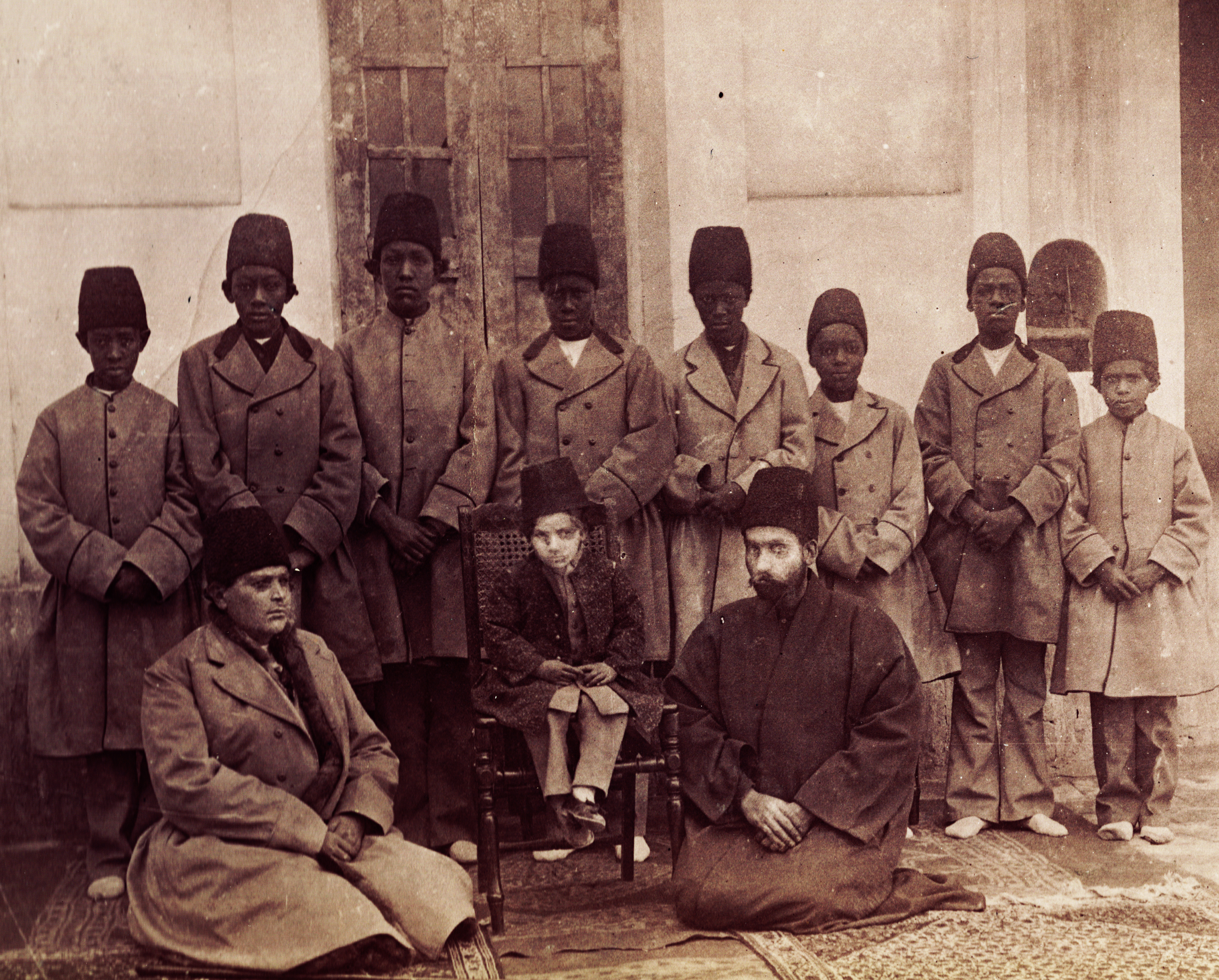
Deze foto is waarschijnlijk genomen door Mass'oud Mirza Zell-e Soltan, gouverneur van Isfahan en de zoon van Naser ed-Din Kadjar. Het ontwerp van het jasje en de hoed van de acht Afrikaanse tot slaaf gemaakten kan worden beschouwd als een soort etnische segregatie. Circa 1880.
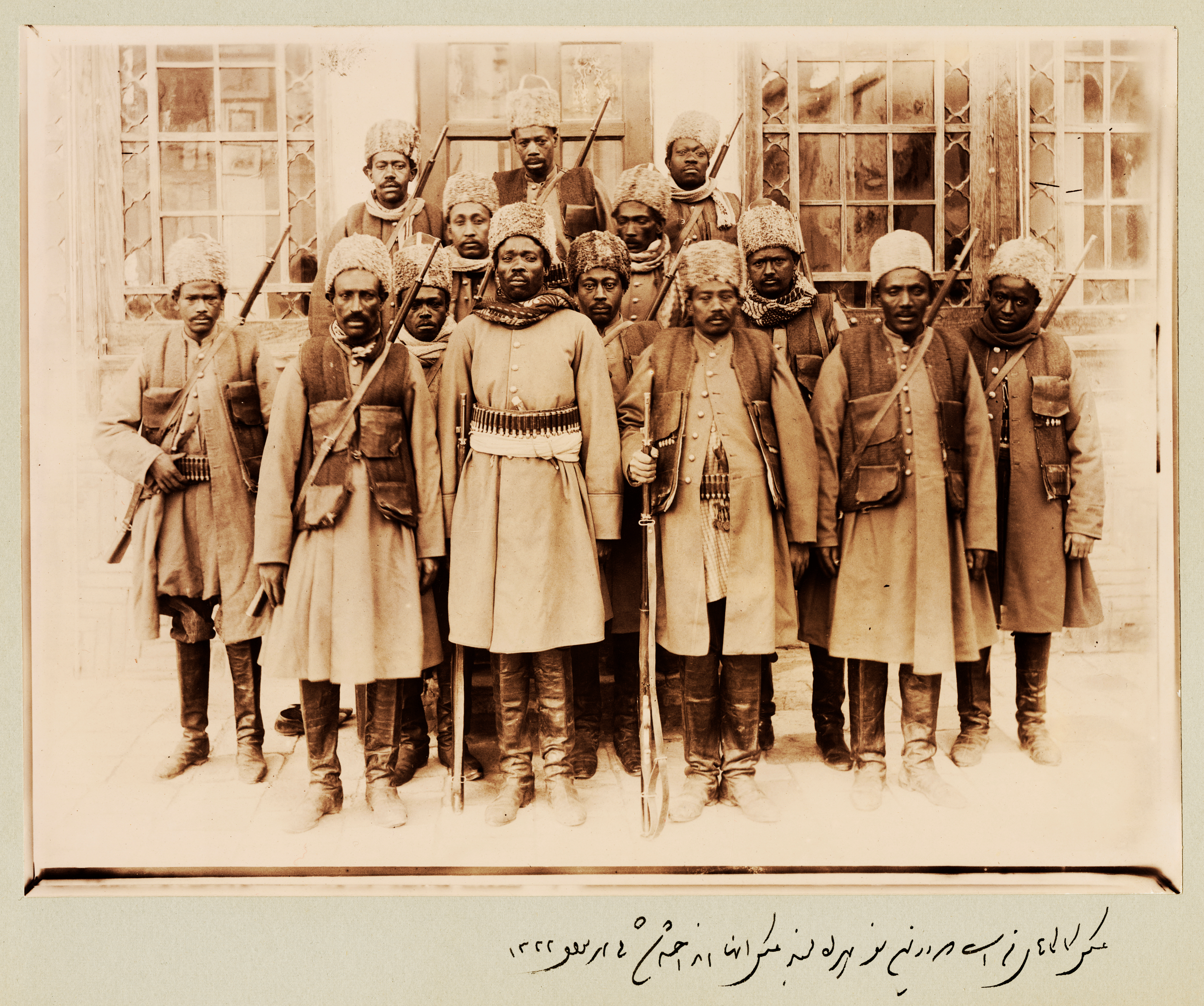
Tot slaaf gemaakten die geen eunuch waren, werden soms toegewezen aan de legers van de Kadjaren-elites. De hier afgebeelde 14 mannen behoorden toe aan Zell-e-Soltan, Isfahan, 1904.

## 21e eeuw

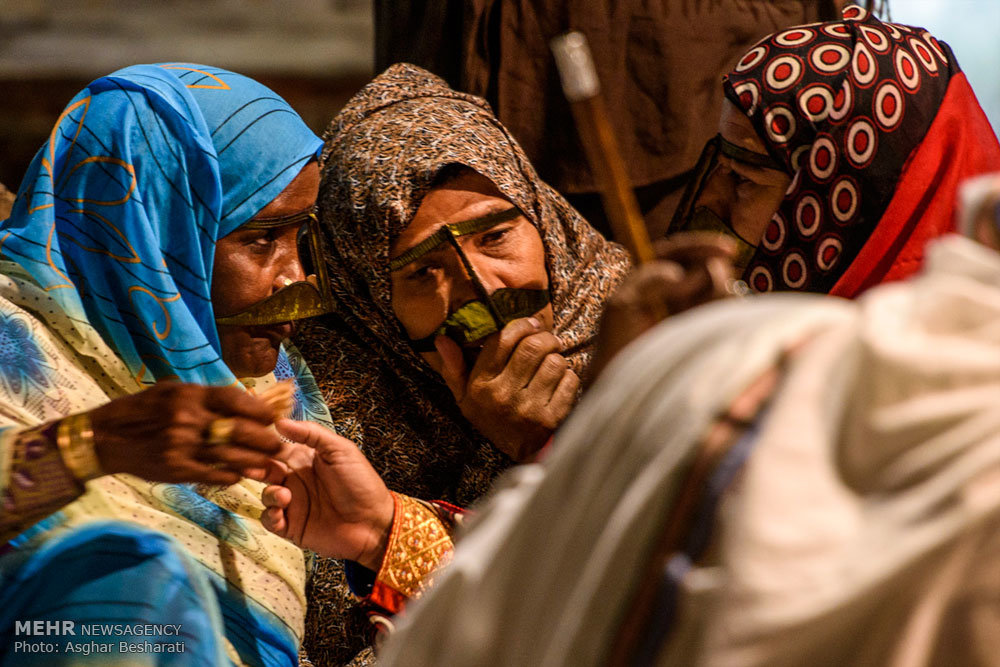
Afro-Iraniërs tijdens een zar-ritueel, waarbij demonen en geesten worden uitgedreven, 2016.
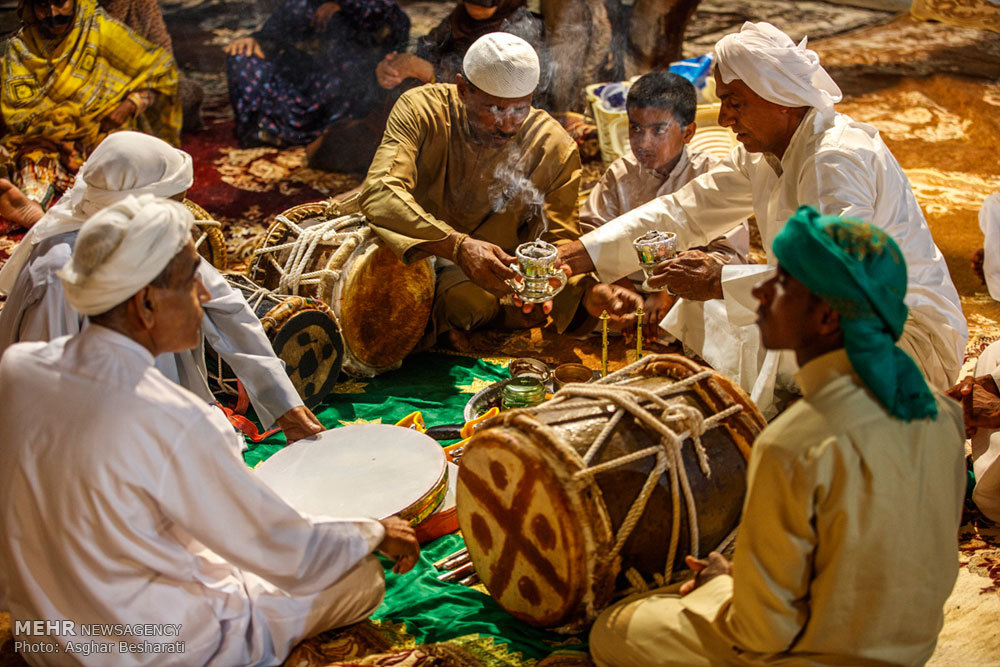
Afro-Iraniërs tijdens een zar-ritueel, waarbij demonen en geesten worden uitgedreven, 2016.
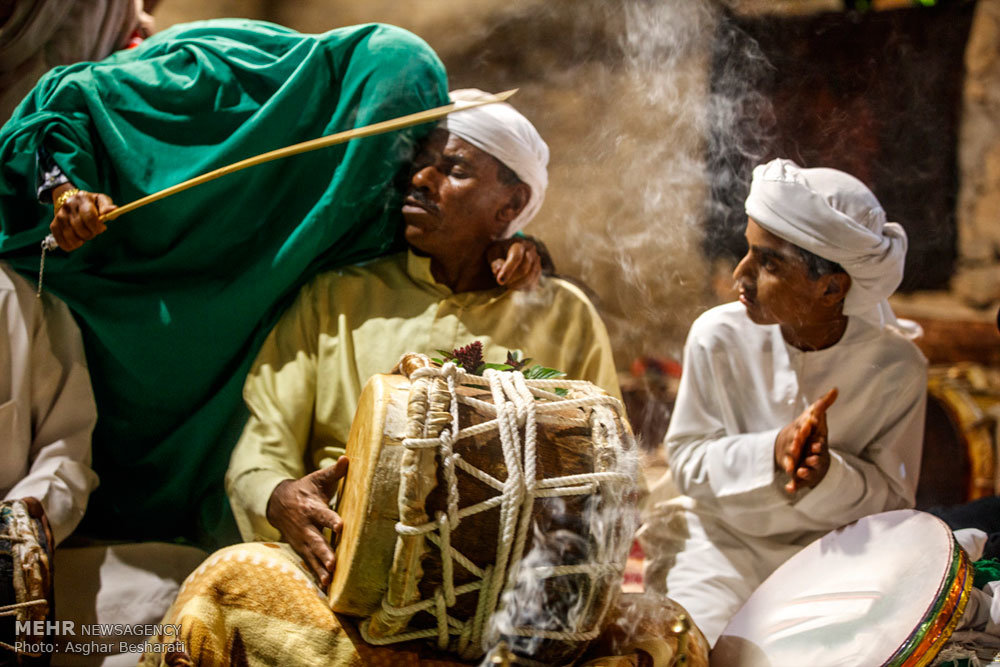
Afro-Iraniërs tijdens een zar-ritueel, waarbij demonen en geesten worden uitgedreven, 2016.